# Energía renovable en España

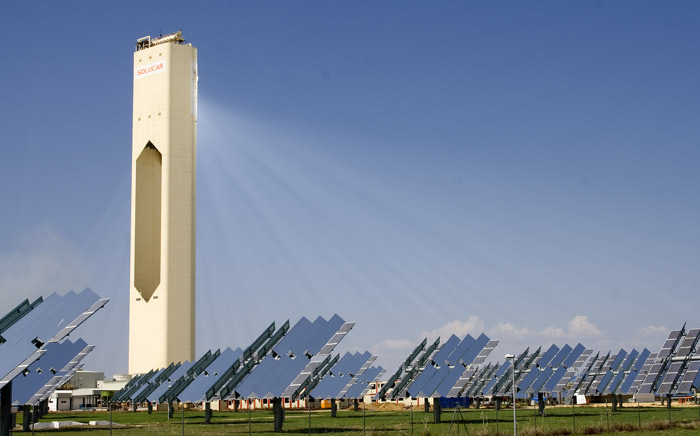
Central PS10 en Sanlúcar la Mayor, (Sevilla), la primera central comercial con torre solar.

La energía renovable en España ha tenido un peso pequeño en relación con la demanda de energía primaria y de generación eléctrica, y ha sido principalmente representada por la energía hidráulica. Sin embargo, desde finales del siglo XX ha recibido un fuerte impulso por los diferentes Gobiernos. Así, el Plan de Fomento de las Energías Renovables (2000-2010) tenía como objetivo para 2010 generar el 30 % de la electricidad a partir de fuentes renovables —proviniendo la mitad de la energía eólica—, el 12 % de la energía primaria y el 5,75 % de biocarburantes. Objetivo logrado para la electricidad (en 2010 se cubrió el 35 % del total de la demanda eléctrica), quedando a las puertas del cumplimiento del 12 % de energía primaria (11,1 % en 2010).
En 2021, el 47 % de la energía eléctrica que se producía en el país era renovable, y las energías renovables representaron el 16,5% del consumo de energía primaria.
Actualmente la energía eólica es la fuente renovable más importante del país, ya que durante el 2022 produjo más del 53 % de la energía limpia del país. España cerró el 2023 con un 72% de generación de electricidad libre de emisiones de CO2.
La aportación del sector renovable a la economía española ha sido estimada en torno al 0,67 % del PIB y de dar empleo a entre unas 120 000 y 200 000 personas en 2008, estando caracterizadas por una gran inversión en investigación y desarrollo y con una productividad elevada.
Destaca la importancia de la energía eólica, que ha cubierto durante el año 2010 el 16 % de la demanda eléctrica, siendo así el tercer país en el mundo en cuanto a potencia instalada, por detrás de Alemania y Estados Unidos. No obstante, se trata del segundo en cuanto a la tasa de penetración en el mercado (tras Dinamarca).
En 2005 España se convirtió en el primer país del mundo en requerir la instalación de placas solares en edificios nuevos y el segundo del mundo (tras Israel) en requerir la instalación de sistemas de agua caliente solar.Según los informes de Greenpeace, la energía solar podría abastecer siete veces la demanda eléctrica que tendría la península en 2050.

## Cobertura de demanda

### Cobertura de demanda de energía primaria
Según el Plan de Fomento de las Energías Renovables (2000-2010), el objetivo para el año 2010 era la cobertura del 12 % de la demanda de energía primaria mediante fuentes renovables. Como se ve en la gráfica, la participación de las energías renovables en los últimos años de los 90, y primeros de los 2000, aún dependían fuertemente de la energía hidráulica (en función de si el año resultaba lluvioso o no), pero progresivamente aumenta su participación con el desarrollo de las otras tecnologías renovables:

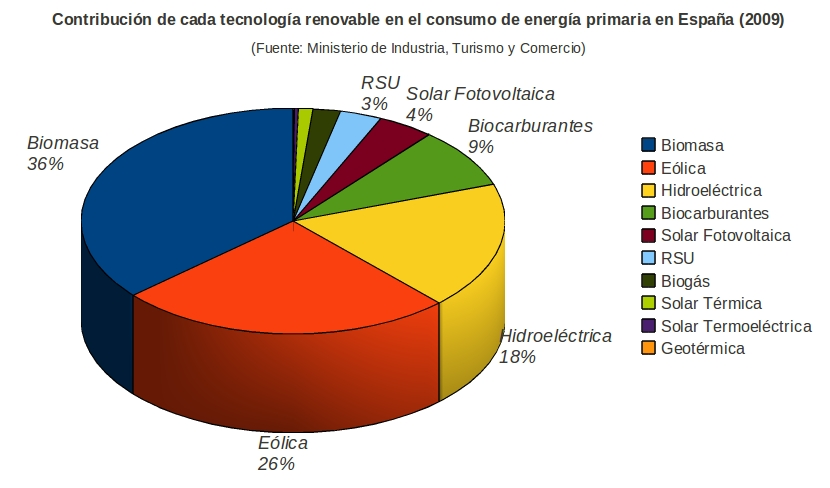
Contribución de cada tecnología renovable al consumo de energía primaria en España en 2009, que en conjunto supuso el 9,4 %.

| Porcentaje de cobertura de la demanda de energía primaria por energías renovables (1998-2017) |
|                                                                                               |
| Fuente: Red Eléctrica de España                                                               |

| Desglose del consumo de energía primaria en España (2017) |
| --- |
| |
| Petróleo (44 %) Gas natural (21 %) Nuclear (11 %) Carbón (10 %) Eólica, solar y geotérmica (6 %) Biomasa, biocarb. y residuos renovables (6 %) Hidráulica (1 %) |

### Cobertura de demanda eléctrica

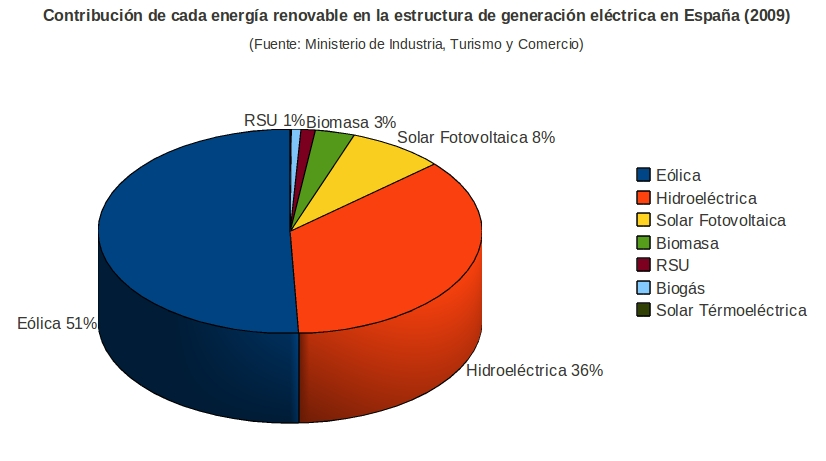
Contribución de cada tecnología renovable a la generación de electricidad renovable en España en 2009.

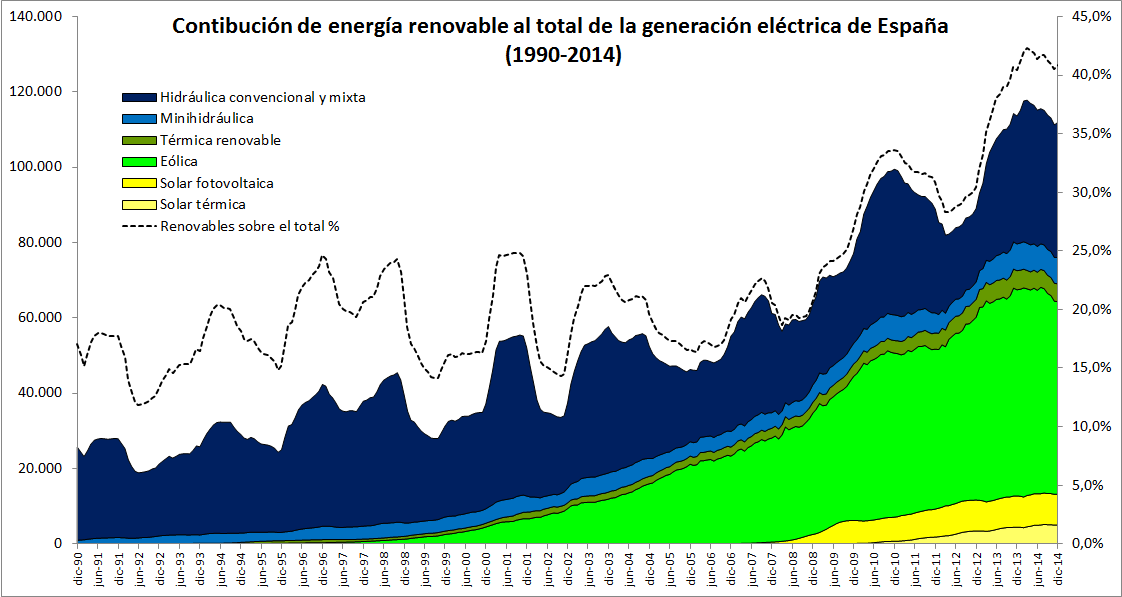
Contribución de cada tecnología renovable al consumo de electricidad de España 1990-2014.

Según el Plan de Fomento de las Energías Renovables (2000-2010), el objetivo para el año 2010 era la cobertura del 29,4 % de la demanda de energía eléctrica mediante fuentes renovables, objetivo alcanzado con creces pues ese año se alcanzó el 35 %. Como se observaba también en la gráfica referente a la energía primaria, se observa una dependencia de la energía hidráulica (años más o menos lluviosos) en disminución a medida que aumenta la participación de las otras energías renovables en la gráfica de la cobertura de la demanda eléctrica:
Porcentaje de cobertura de la demanda de electricidad por energías renovables (2001-2021)

### Producción de energía eléctrica por tecnología y Comunidad
| Comunidad autónoma   | Hidráulica (Régimen ordinaria) | Hidráulica (Régimen especial) | Eólica | Solar termoeléctrica | Solar fotovoltaica | Térmica renovable | Total Generación Renovable | Total Demanda Eléctrica | % Renovables respecto a la Demanda Total de Electricidad |
| -------------------- | ------------------------------ | ----------------------------- | ------ | -------------------- | ------------------ | ----------------- | -------------------------- | ----------------------- | -------------------------------------------------------- |
| Castilla y León      | 7955                           | 628                           | 12681  | 000                  | 848                | 181               | 22293                      | 13 586                  | 164,09 %                                                 |
| Extremadura          | 2855                           | 38                            | 0      | 1649                 | 1110               | 150               | 5802                       | 4586                    | 126,52 %                                                 |
| Castilla-La Mancha   | 551                            | 491                           | 8657   | 678                  | 1697               | 238               | 12312                      | 11 745                  | 104,83 %                                                 |
| Galicia              | 8226                           | 1844                          | 9496   | 0                    | 20                 | 597               | 20183                      | 19538                   | 103,30 %                                                 |
| Aragón               | 3594                           | 1013                          | 4869   | 0                    | 309                | 228               | 10013                      | 10 190                  | 98,26 %                                                  |
| Navarra              | 146                            | 627                           | 2665   | 0                    | 295                | 304               | 4037                       | 4720                    | 85,53 %                                                  |
| La Rioja             | 106                            | 68                            | 1078   | 0                    | 130                | 12                | 1394                       | 1655                    | 84,23 %                                                  |
| Asturias             | 1911                           | 331                           | 1142   | 0                    | 1                  | 666               | 4051                       | 10 527                  | 38,48 %                                                  |
| Andalucía            | 1303                           | 331                           | 6987   | 1988                 | 1586               | 1764              | 13959                      | 37 280                  | 37,44 %                                                  |
| Cantabria            | 611                            | 279                           | 75     | 0                    | 2                  | 82                | 1049                       | 4462                    | 23,51 %                                                  |
| Cataluña             | 4607                           | 1099                          | 3195   | 74                   | 431                | 259               | 9665                       | 47 122                  | 20,51 %                                                  |
| Región de Murcia     | 76                             | 56                            | 544    | 43                   | 802                | 58                | 1579                       | 7801                    | 20,24 %                                                  |
| Comunidad Valenciana | 1584                           | 25                            | 2595   | 10                   | 564                | 53                | 4831                       | 25 615                  | 18,86 %                                                  |
| Canarias             | 0                              | 3                             | 364    | 0                    | 287                | 8                 | 662                        | 8625                    | 7,68 %                                                   |
| País Vasco           | 375                            | 168                           | 356    | 0                    | 28                 | 187               | 1114                       | 17316                   | 6,43 %                                                   |
| Baleares             | 0                              | 0                             | 6      | 0                    | 122                | 1                 | 129                        | 5674                    | 2,27 %                                                   |
| Comunidad de Madrid  | 69                             | 100                           | 0      | 0                    | 92                 | 286               | 547                        | 30169                   | 1,81 %                                                   |
| Ceuta y Melilla      | 0                              | 0                             | 0      | 0                    | 0,1                | 0                 | 0,1                        | 412                     | 0,02 %                                                   |
| España               | 33970                          | 7102                          | 54708  | 4442                 | 8324               | 5073              | 113619                     | 261023                  | 43,53 %                                                  |

| Comunidad autónoma   | Hidráulica (Régimen ordinaria) | Hidráulica (Régimen especial) | Eólica | Solar termoeléctrica | Solar fotovoltaica | Térmica renovable | Total Generación Renovable | Total Demanda Eléctrica |
| -------------------- | ------------------------------ | ----------------------------- | ------ | -------------------- | ------------------ | ----------------- | -------------------------- | ----------------------- |
| Castilla y León      | 59 %                           | 5 %                           | 93 %   | 0 %                  | 6 %                | 1 %               | 164 %                      | 13586                   |
| Extremadura          | 62 %                           | 1 %                           | 0 %    | 36 %                 | 24 %               | 3 %               | 127 %                      | 4586                    |
| Castilla-La Mancha   | 5 %                            | 4 %                           | 74 %   | 6 %                  | 14 %               | 2 %               | 104 %                      | 11745                   |
| Galicia              | 42 %                           | 9 %                           | 49 %   | 0 %                  | 0,1 %              | 3 %               | 103 %                      | 19538                   |
| Aragón               | 35 %                           | 10 %                          | 48 %   | 0 %                  | 3 %                | 2 %               | 98 %                       | 10190                   |
| Navarra              | 3 %                            | 13 %                          | 56 %   | 0 %                  | 6 %                | 6 %               | 86 %                       | 4720                    |
| La Rioja             | 6 %                            | 4 %                           | 65 %   | 0 %                  | 8 %                | 1 %               | 84 %                       | 1655                    |
| Asturias             | 18 %                           | 3 %                           | 11 %   | 0 %                  | 0,01 %             | 6 %               | 38 %                       | 10527                   |
| Andalucía            | 3 %                            | 1 %                           | 19 %   | 5 %                  | 4 %                | 5 %               | 37 %                       | 37280                   |
| Cantabria            | 14 %                           | 6 %                           | 2 %    | 0 %                  | 0,04 %             | 2 %               | 24 %                       | 4462                    |
| Cataluña             | 10 %                           | 2 %                           | 7 %    | 0,1 %                | 1 %                | 1 %               | 21 %                       | 47122                   |
| Región de Murcia     | 1 %                            | 1 %                           | 7 %    | 1 %                  | 10 %               | 1 %               | 20 %                       | 7801                    |
| Comunidad Valenciana | 6 %                            | 0,1 %                         | 10 %   | 0,03 %               | 2 %                | 0,2 %             | 19 %                       | 25615                   |
| Canarias             | 0 %                            | 0,03 %                        | 4 %    | 0 %                  | 3 %                | 0,1 %             | 8 %                        | 8625                    |
| País Vasco           | 2 %                            | 1 %                           | 2 %    | 0 %                  | 0,2 %              | 1 %               | 6 %                        | 17316                   |
| Baleares             | 0 %                            | 0 %                           | 0,1 %  | 0 %                  | 2 %                | 0,01 %            | 2 %                        | 5674                    |
| Comunidad de Madrid  | 0,2 %                          | 0,3 %                         | 0 %    | 0 %                  | 0,3 %              | 1 %               | 2 %                        | 30169                   |
| Ceuta y Melilla      | 0 %                            | 0 %                           | 0 %    | 0 %                  | 0,02 %             | 0 %               | 0,02 %                     | 412                     |
| España               | 13 %                           | 3 %                           | 21 %   | 2 %                  | 3 %                | 2 %               | 44 %                       | 261023                  |

## Importancia económica del sector
La aportación del sector renovable a la economía española ha sido estimada en torno al 0,67 % del PIB y de dar empleo a entre unas 120 000 y 200 000 personas -dependiendo del estudio- en 2008.
En ese mismo año las exportaciones asociadas a las energías renovables ascendieron hasta los 3863 millones de euros. Descontadas las importaciones, las exportaciones netas significaron más de 1227 millones de euros. Asimismo, las energías renovables sustituyeron 40 700 GWh de producción de electricidad con combustibles fósiles, lo que supone el 13,4 % de la electricidad total generada en España. En términos de dependencia energética, el sector de renovables evitó que se importaran más de 10 millones de toneladas equivalentes de petróleo.
En el año 2009 las empresas españolas encabezaron la instalación de plantas eólicas en el extranjero, teniendo instalados 8000 MW en 17 países.

### I+D+i
El de las energías renovables es un sector en crecimiento e innovador como lo demuestra el esfuerzo que dedica en el campo del I+D+i con respecto a su volumen de negocio. Solo en 2008, el sector dedicó a esta actividad el 6,6 % del PIB sectorial, cifra 5 veces superior a la media nacional (1,3 %).

### Productividad
El sector de las energías renovables es muy intensivo en mano de obra, por lo que genera más empleo que la media del sector de la energía por unidad de PIB creada. Además, los trabajadores del sector español de renovables alcanzan, de media, un 31 % más de productividad que los del conjunto de la economía.

### Coste de las energías renovables
Las energías renovables están subvencionadas mediante primas pues debido a su estado de desarrollo incipiente el coste de generación es superior al de las energías tradicionales. El objetivo es que al mejorar las tecnologías renovables su coste se equipare en los próximos años. Así, durante el año 2008 las primas a las renovables ascendieron a un total de 2605 millones de euros.
Sin embargo, debido a la utilización de recursos autóctonos, este sector produce ahorros significativos al no importar combustibles fósiles o nucleares (2725 millones de euros en 2008), y en el mercado mayorista de la electricidad (por la prioridad de este tipo de energías frente a las convencionales, 4919 millones de euros en 2008).

## Consumo final de energías renovables
Según el Plan de Fomento de las Energías Renovables, el objetivo de consumo final en energías renovables de España para el año 2020 era del 20 %. En un informe de 2015, la UE advierte a España de las dificultades para su cumplimiento y rebaja el consumo final de 2014 del 17,1 %, que proponía el Gobierno español, al 15,8 %.
| Porcentaje de consumo final de energías renovables (2004-2020) |
|                                                                |
| Datos según la Comisión Europea y Eurostat                     |

## Energía hidráulica

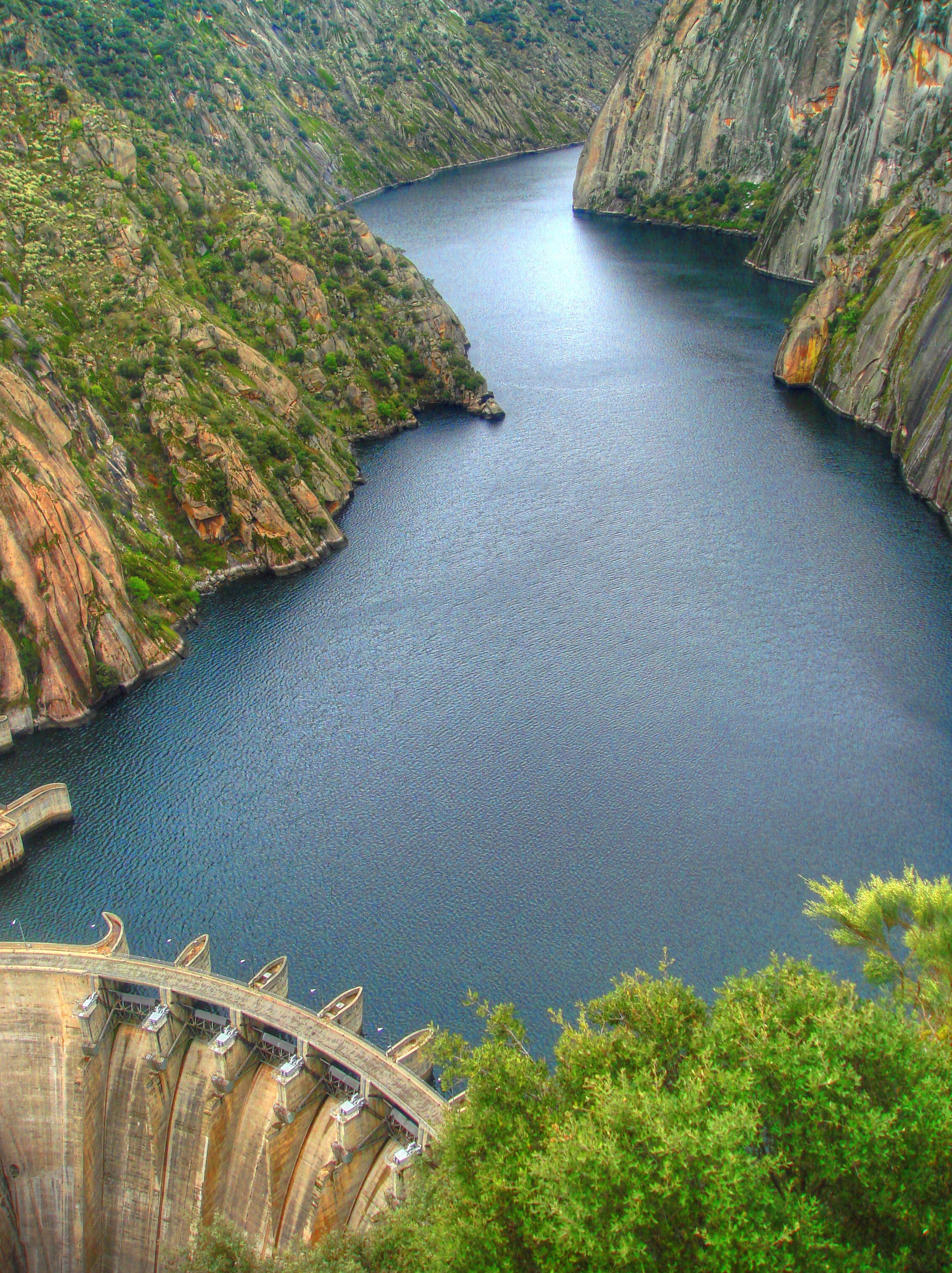
Presa de Aldeadávila

España se encuentra en la línea de otros países de la OCDE respecto a la producción de energía eléctrica, siendo el 18,5 % de esta energía de origen hidráulico. La evolución de la energía hidroeléctrica en España en las últimas décadas ha sido siempre creciente aunque la participación de ésta en el total de eléctrica producida ha ido disminuyendo (92 % en 1940 vs 18 % en 2001). Esto se debe al incremento de la producción de energía termal y nuclear de los últimos 50 y 30 años respectivamente. La potencia instalada en España en 2008 fue de 18 451 MW.
La central de producción hidráulica con mayor potencia instalada es la de Cortes-La Muela, en el Júcar (Valencia), con 1720 MW, seguida por la de Aldeadávila, en el Duero (Salamanca), con 1139 MW, y la de Alcántara, en el Tajo (Cáceres), con 915 MW. Otros embalses con potencia por encima de los 500 MW son los de Villarino, en el Tormes (Salamanca), o Saucelle, en el Duero (Salamanca).

## Energía eólica

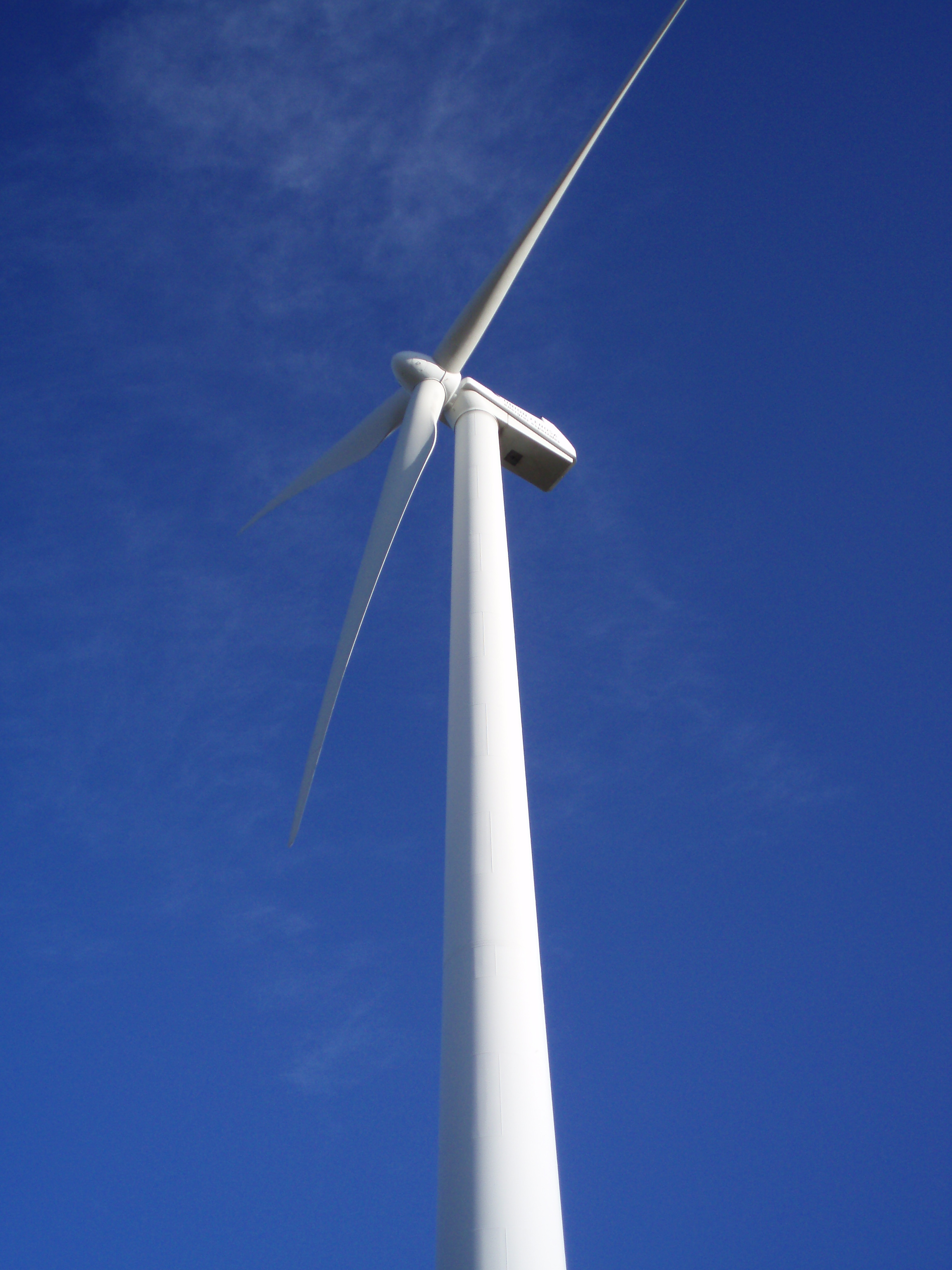
Aerogenerador eólico.
España es uno de los líderes mundiales en energía eólica debido a su tasa de penetración en el mercado eléctrico, tan solo superada por Dinamarca

A 31 de diciembre de 2009 la capacidad de energía eólica era de 18 263 MW (18,5 % de la capacidad del sistema eléctrico nacional), cubriendo durante ese año el 13 % de la demanda eléctrica. siendo así el tercer país en el mundo en cuanto a potencia instalada, por detrás de Alemania y EE. UU., aunque el segundo en cuanto a penetración en el mercado, por detrás de Dinamarca. Además, desde 2009 se trata asimismo de la tercera fuente de energía tras superar a la generada mediante carbón.
La penetración de la eólica en la cobertura de la demanda eléctrica se incrementó de forma constante hasta 2013, para luego estabilizarse, suministrando entre un 19 y un 22 por ciento de la demanda nacional:
| Porcentaje de cobertura de la demanda de electricidad por energía eólica (2001-2020) |
|                                                                                      |
| Fuente: Red Eléctrica de España                                                      |

Cabe señalar que durante el año 2009 la generación de energía de origen eólico fue superior a la del carbón (con un 13.8 % frente a un 12 % de esta última), convirtiéndose así en la tercera fuente de energía por detrás del ciclo combinado y la nuclear.
El día 9 de noviembre de 2010 se produjo el máximo histórico de producción instantánea con 14 962 MW a las 14:46 lo cual supuso el 46,65 % de la generación eléctrica instantánea. Asimismo se produjo ese día el máximo de producción horaria con 14 752 MWh entre las 14 y las 15 horas y de producción diaria con 315 258 MWh . Esta es una potencia superior (casi el doble) a la capacidad de generación de las seis centrales nucleares que hay en España (7742,32 MW) que suman 8 reactores.
En cuanto a la generación de energía eólica instantánea, REE dispone de una aplicación para visualizar la producción eólica en tiempo real y un archivo histórico.

## Energía solar
Desde finales de los años 2000, la potencia instalada solar ha aumentado hasta alcanzar los casi 7000 MW y cubrir casi el 5 % de la demanda de energía eléctrica en 2013 (de los cuales en torno a 2300 MW de potencia instalada y casi un 1,8 % de producción corresponden a la energía solar termoeléctrica).
Desde 2019 comienza de nuevo un nuevo aumento de la potencia solar instalada, debido principalmente por la fotovoltaica. En mayo de 2024, la energía solar fotovoltaica se convirtió por primera vez en la fuente de energía eléctrica que mayor porcentaje de la demanda cubrió.
Potencia y producción eléctrica con solar fotovoltaica (1990-2022)
Datos nacionales desde 2006, anteriores solo península.
Potencia y producción eléctrica con solar térmica (1990-2022)
Datos nacionales desde 2006, anteriores solo península.

## Biomasa

### Biocombustibles
Los biocombustibles están regulados por la Orden ITC/2877/2008, de 9 de octubre, por la que se establece un mecanismo de fomento del uso de biocarburantes y otros combustibles renovables con fines de transporte.
La ministra de Ciencia e Innovación, Cristina Garmendia, dentro del presupuesto extraordinario de 490 millones de euros que su departamento destinará a inversiones del PlanE (Plan Español para el Estímulo de la Economía y el Empleo), 23 millones tendrán como objetivo la construcción de dos centros de investigación, uno en cultivos energéticos no alimentarios y otro de algas para la captación de CO2 y producción de biocarburantes.
| Biocombustibles | Biocombustibles    | Biocombustibles    | Biocombustibles    | Biocombustibles    | Biocombustibles    | Biocombustibles    | Biocombustibles    | Biocombustibles    | Biocombustibles    | Biocombustibles    |
|                 | Consumo 2005 (GWh) | Consumo 2006 (GWh) | Consumo 2006 (GWh) | Consumo 2006 (GWh) | Consumo 2007 (GWh) | Consumo 2007 (GWh) | Consumo 2007 (GWh) | Consumo 2008 (GWh) | Consumo 2008 (GWh) | Consumo 2008 (GWh) |
| País            | Total              | Total              | Biodiésel          | Bioetanol          | Total              | Biodiésel          | Bioetanol          | Total              | Biodiésel          | Bioetanol          |
| --------------- | ------------------ | ------------------ | ------------------ | ------------------ | ------------------ | ------------------ | ------------------ | ------------------ | ------------------ | ------------------ |
| España          | 1583               | 1961               | 629                | 1332               | 4341               | 3031               | 1310               | 7131               | 6047               | 1083               |
| UE              | 34 796             | 65 148             | 47 380             | 10 138             | 89 482             | 67 154             | 118 499            | 20 629             | 93 249             | 20 629             |

## Energía geotérmica
El sector de la geotermia podría aportar más de 1700 MW al sistema energético español en 2020. Así, se estima que se podrían instalar hasta 1050 MW eléctricos y 750 MW térmicos si se acometiesen las medidas de estímulo para el desarrollo del sector.
España cuenta con potencial de desarrollo de sistemas de alta temperatura en las Islas Canarias, asociados al fenómeno del vulcanismo activo; sistemas de media temperatura asociados a acuíferos profundos en amplias zonas de la península ibérica. Aparte de estos recursos de alta y media temperatura susceptibles de generar energía eléctrica, España cuenta con amplios recursos de baja temperatura que pueden ser utilizados como calor directo que alimente sistemas de calefacción y refrigeración y procesos industriales para conseguir un aprovechamiento de la energía muy eficiente.

## Sistemas de almacenamiento de energía en baterías
Los sistemas de almacenamiento de energía en baterías (BESS, por sus siglas en inglés) se están consolidando como una pieza clave en la transición energética de España, al abordar tanto la volatilidad del mercado como la necesidad de estabilidad en la red. El apagón del 28 de abril, que desconectó la red ibérica de Europa en solo cinco segundos y provocó pérdidas estimadas de hasta 4.500 millones de euros, ha puesto de manifiesto la importancia de contar con una red eléctrica resiliente. Empresas como Iberdrola y Solaria están impulsando proyectos híbridos de energía solar y baterías para contrarrestar los efectos de la sobreproducción fotovoltaica y la caída de precios, destacando los ocho nuevos proyectos de almacenamiento que Solaria tramita en Castilla y León y Castilla-La Mancha.

## Paridad de red
En algunas regiones, el coste real de la producción fotovoltaica ya es equivalente al precio de la electricidad procedente de fuentes de energía convencionales, lo que se conoce como paridad de red.

## Regulación
El Plan de Energías Renovables 2011-2020 ha sido aprobado por Acuerdo del Consejo de Ministros de 11 de noviembre de 2011, estableciendo objetivos acordes con la Directiva 2009/28/CE, y atendiendo a los mandatos del Real Decreto 661/2007, por el que se regula la actividad de producción de energía eléctrica en régimen especial y de la Ley de Economía Sostenible (LES).
El anterior Plan de Energías Renovables 2005-2010 fue aprobado con fecha 26 de agosto de 2005, por el Consejo de Ministros.

### Certificados de origen
La Orden ITC/1522/2007 del 24 de mayo regula la garantía de origen renovable y designa a la Comisión Nacional de Energía (CNE) como organismo responsable de la expedición de las acreditaciones, Orden que ha sido desarrollada por la Circular 2/2007, de 29 de noviembre, de la Comisión Nacional de Energía, que regula la puesta en marcha y gestión del sistema de garantía de origen de la electricidad procedente de fuentes de energía renovables y de cogeneración de alta eficiencia.

### Titulaciones Oficiales
El Real Decreto 1177/2008, de 11 de julio (BOE 28 de julio de 2008), establece el título de Técnico Superior en Eficiencia Energética y Energía Solar Térmica.
Por otro lado, diversas Universidades cuentan con el título de máster o doctorado en Energía o Electricidad Renovable y Vehículos Eléctricos, como sucede con la Universidad Politécnica de Cartagena, la de Córdoba,, la de León y la Internacional Menéndez Pelayo - CSIC.

## Comercialización
Gesternova fue la primera comercializadora de electricidad renovable creada en España.
Som Energia
fue la primera cooperativa productora y comercializadora de electricidad renovable creada en España (2010), aunque actualmente existen más cooperativas de este tipo que a fecha de julio de 2015 agrupaban a más de 25 000 socios repartidos por todo el país.

## Contexto europeo
El Tratado de Ámsterdam incorporó el principio de desarrollo sostenible en los objetivos de la Unión Europea. Desde 1997, trabaja para alcanzar el 12 % de participación de las energías renovables frente al consumo total de energía en el año 2010. El objetivo consiste en que las energías renovables cubran el 12 % de todas las necesidades energéticas de la UE y el 22 % de las necesidades de electricidad antes de dicho año.

Proporción de energías renovables en la producción de energía eléctrica de los países de la UE y otros países europeos

## Debate sobre el futuro de las energías renovables
El debate se centra en la viabilidad de las energías renovables debido a la dependencia de combustibles fósiles para su fabricación e instalación, en la viabilidad comparativa entre gasto y producción enérgetico, impacto sobre el mundo natural de su elaboración y funcionamiento y el creciente interés por parte de las empresas enérgeticas contaminantes por este tipo de industrialización.

### Asociaciones
- Plataforma por un Nuevo Modelo Energético (Px1NME)
- Fundación Renovables
- Asociación Nacional de Productores de Energía Fotovoltaica (ANPIER)
- Asociación de Productores de Energías Renovables (APPA)
- Asociación Empresarial Eólica (AEE)
- Unión Española Fotovoltaica (UNEF)
- Asociación Española de la Industria Solar Termoeléctrica (Protermosolar)
- Asociación Española de Climatización y Refrigeración (ATECYR)

### Interacción con el vehículo eléctrico
- Regulación Eólica con Vehículos Eléctricos (REVE) (Asociación Empresarial Eólica) y vehículo eléctrico.
- Mapa de Puntos de Recarga para Vehículos Eléctricos Archivado el 23 de julio de 2016 en Wayback Machine..

### Datos de generación eléctrica
- Red Eléctrica de España:
  - Balance diario de operación del sistema eléctrico español
  - Demanda de energía eléctrica en tiempo real y emisiones de CO2
  - Demanda de la estructura de generación en tiempo real

- Datos: Q2308794
- Multimedia: Renewable energy in Spain / Q2308794